# 1051
سنة 1051 كانت سنة بسيطة تبدأ يوم الثلاثاء (الرابط يظهر نموذج التقويم الكامل للسنة) من التقويم اليولياني.

## أحداث
- تم نفي غودوين إيرل وسكس من إنجلترا من قبل الملك إدوارد المعترف، لرفضه معاقبة أهل مدينة دوفر. ويعود في العام التالي.
- يتزوج هنري الأول ملك فرنسا آن الكييفية في كاتدرائية رانس.
- يحارب ويليام الفاتح من أجل حياته وتاج نورماندي.
- يستعيد الإستونيون الحصن في تارتو من الروس.

## مواليد
- 21 سبتمبر: بيرتا: إمبراطورة الإمبراطورية الرومانية المقدسة (توفت 1087)
- إدغار إثليغ: ملك إنجلترا غير المتوج 1066، بعد هزيمة موقعة هاستنجز.
- مي فو: شاعر صيني، رسام، وخطاط (توفي 1107)

## وفيات
- معن بن صمادح:أول حكام طائفة ألمرية (ولد 1010) .
- دروغو هوتفيل.
- بي شنغ: صيني من سلالة سونغ مخترع لطريقة المونوتيب للطباعة.